# Барчи, Иштван
Иштван Барчи (венг. Bárczy István; 3 октября 1866, Пешт, Венгерское королевство — 1 июня 1943, Будапешт) — венгерский политический и государственный деятель, юрист, редактор, министр юстиции Венгрии (24 ноября 1919 — 15 марта 1920). Мэр Будапешта (1918—1919). Доктор права.

## Биография
Окончил юридический факультет Будапештского университета. С 1889 года начал работать в городской администрации венгерской столицы. В 1894—1901 годах учительствовал в школе экономическом колледже. В 1901—1906 годах работал руководил отделом образования. Основал Столичную педагогическую семинарию, а также журнал Népmuvelés', главным редактором которого был с 1901 по 1918 год.
После Революции астр в Венгрии в 1919 году ушёл с поста мэра и со всех своих политических постов.
После уничтожения Венгерской народной республики до 1920 г. был ишпаном Будапешта. Представитель венгерского правительства в столице до 1945 г.
Член верхней палаты парламента Венгрии с 1920 по 1931 год. Член Национально-демократической буржуазной партии (Nemzeti Demokrata Polgári ), с 1927 года — Объединенные левые.
На его дочери был женат прозаик и драматург Лайош Зилахи.,
Похоронен на кладбище Керепеши.